# Tommaso Minardi

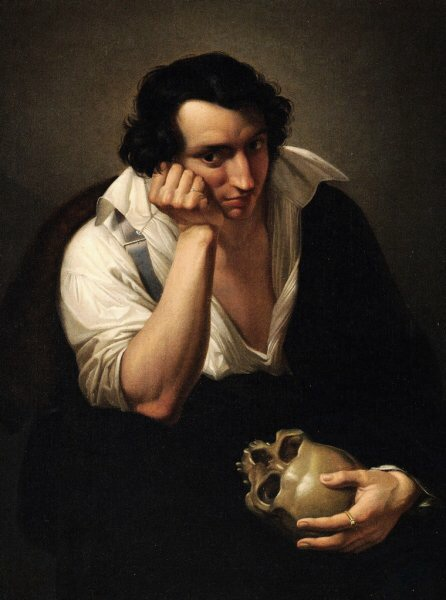
Minardi door zijn leerling Antonio Gualdi

Tommaso Minardi (Faenza 4 december 1787 - Rome, 12 januari 1871) was een Italiaans kunstschilder. Hij schilderde aanvankelijk in de stijl van de romantiek stijl, later werd hij beïnvloed door de Nazareners.

## Leven en werk
Minardi kreeg zijn opleiding op de privéschool  van Giuseppe Zauli in Faenza. Vervolgens werkte hij tien jaar als graficus voor Giuseppe Longhi te Rome. Hij maakte onder andere reproducties van Michelangelo's Laatste oordeel in de Sixtijnse kapel en bestudeerde werken van Leonardo da Vinci en Rafaël. In 1819 werd hij directeur van de Academie voor Schone Kunsten te Perugia en van 1821 tot 1858 doceerde hij aan de Accademia di San Luca te Rome. Hij was de leermeester van Giovanni Boldini.
Minardi's vroege werk verbindt een realistische stijl met weltschmerz, die typerend was voor de romantische kunst uit die tijd. Later stapte hij over op de stijl van de Duitse Nazareners, die toen in Rome actief waren. In die periode schilderde hij vooral religieuze taferelen. Minardi kende een lange carrière en werd vele malen onderscheiden, onder andere met de Orde van de Italiaanse Kroon. Hij overleed in 1871, 83 jaar oud. Zijn werk is onder andere te zien in het Uffizi te Florence, de Galleria nazionale d'arte moderna te Rome, het Philadelphia Museum of Art en het Louvre te Parijs.

## Galerij

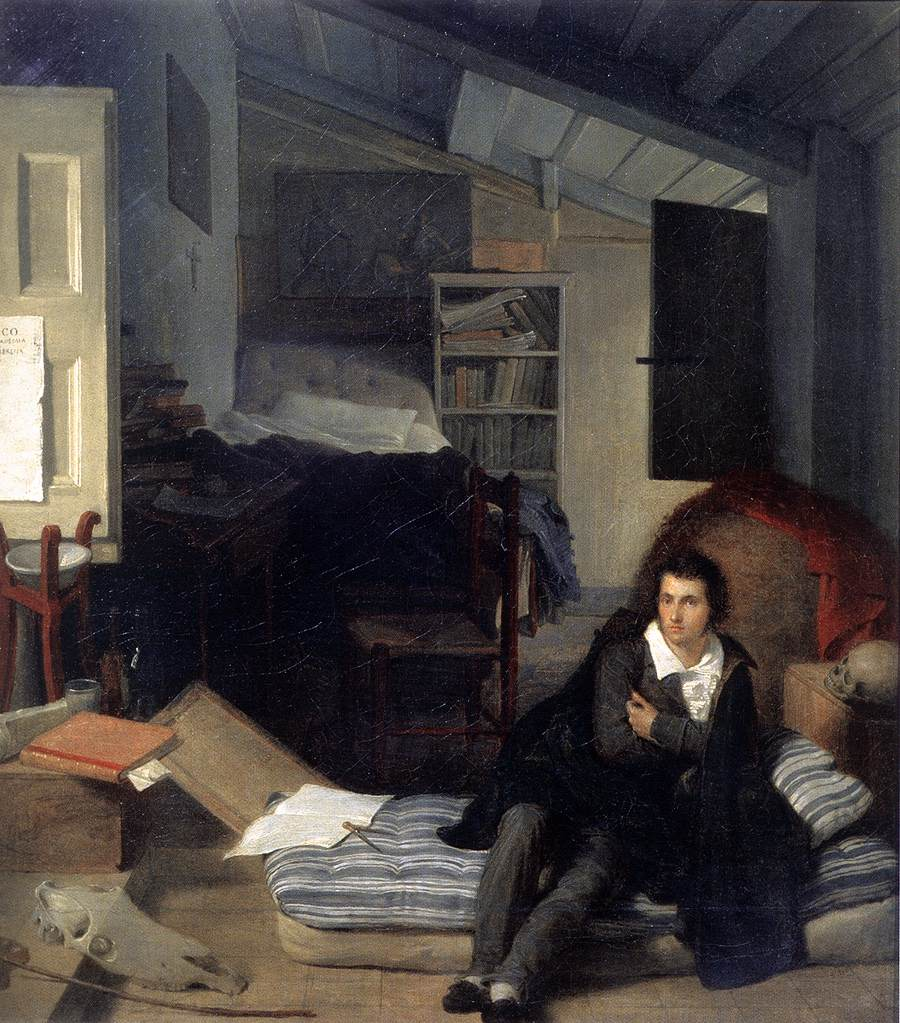
Zelfportret op een zolderkamer, Plazzo Pitti, Florence
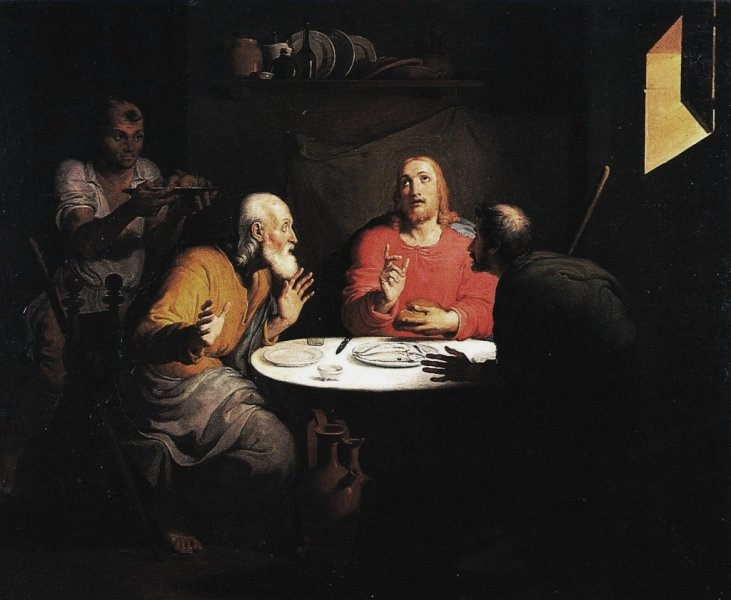
Het avondmaal in Emmaüs, Pinacoteca Civica, Faenza
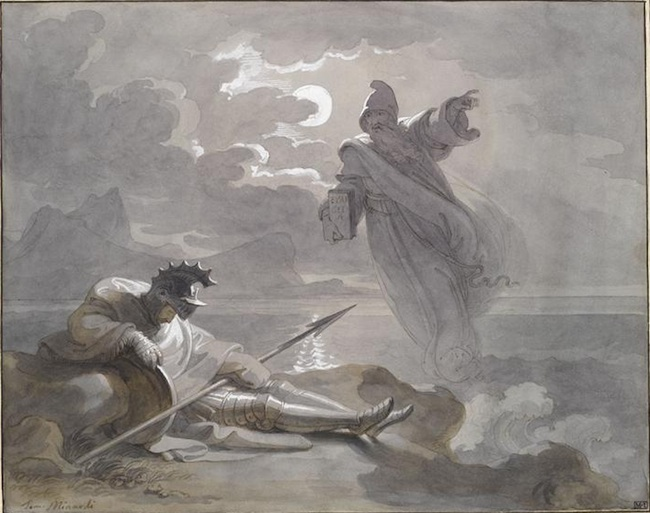
Het visioen van prins Henry de zeeman, Louvre, Parijs